# Ferdinand Maier (Politiker)

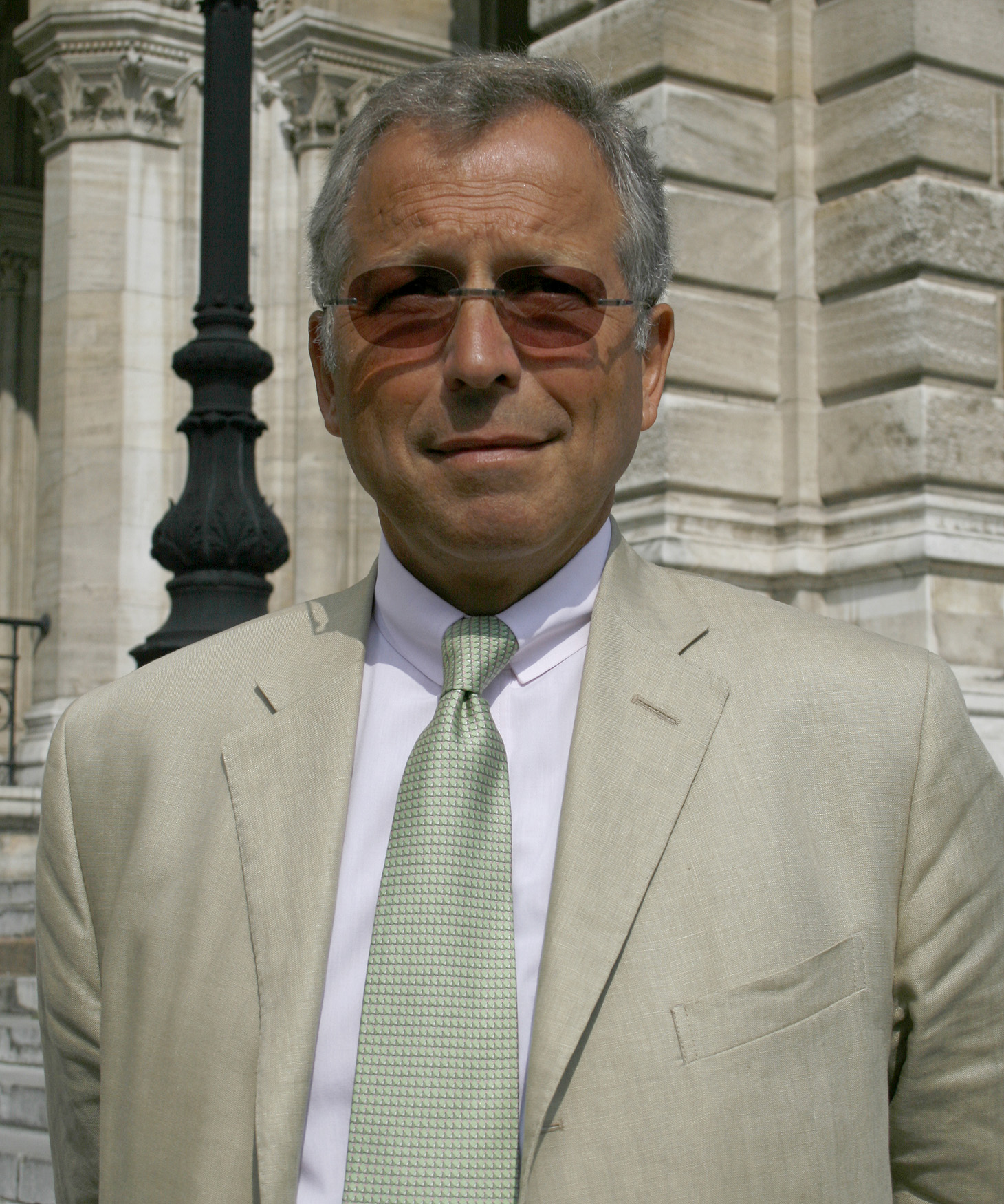
Ferdinand Maier (Wien 2008)

Ferdinand „Ferry“ Maier (* 17. September 1951 in Wien) ist ein österreichischer Politiker (ÖVP), ehemaliger Nationalratsabgeordneter und Generalsekretär des Österreichischen Raiffeisenverbandes.

## Leben
Ferdinand Maier besuchte die Volksschule (1957–1961) und das Realgymnasium (1961–1965) in der Albertus-Magnus-Schule Wien, anschließend die Handelsakademie der Wiener Kaufmannschaft (1965–1971). Er studierte Sozial- und Wirtschaftswissenschaften an der Wirtschaftsuniversität Wien (Betriebswirtschaftslehre; Sponsion 1976, Promotion 1978).
Maier ist seit 1977 verheiratet und hat zwei Söhne und eine Tochter.

## Beruf und politische Funktionen
Beruflich war Maier in parteinahen Unternehmen wie diversen Zuckerfabriken und der Raiffeisenzentralkasse beschäftigt.
An politischen Funktionen hatte er inne: Wiener Gemeinderat von 1983 bis 1996, Landesparteisekretär der Wiener ÖVP von 1983 bis 1989, Generalsekretär der ÖVP von 1991 bis 1993, Bundesrat von 1999 bis 2002 und von 2002 bis 2012 war er Abgeordneter zum Nationalrat.
Im November 2009 war er als Nachfolger von Johannes Hahn als Wiener Landesparteivorsitzender der ÖVP im Gespräch, er verzichtete jedoch auf die Kandidatur. Am 24. April 2012 kündigte er an von seinem Nationalratsmandat zurückzutreten, weil er seine Redefreiheit im Parlament durch den ÖVP-Klub beschränkt sah. Am 15. Mai 2012 schied Ferdinand Maier aus den Nationalrat aus.
Im Zuge der Flüchtlingskrise war er Co-Koordinator von Christian Konrad in der Flüchtlingskoordination bis Ende September 2016. Im Juni 2017 erschien das Sachbuch „Willkommen in Österreich?“, das er mit der Journalistin Julia Ortner verfasst hat. Die Autoren beschäftigen sich darin mit der großen Fluchtbewegung 2015/2016.
Im Juli 2017 wurde bekannt, dass Maier die NEOS für die im Nationalratswahl 2017 inhaltlich beim Plan „Gelingende Integration“ unterstützen wird. Er trat aus der ÖVP aus.

## Auszeichnungen
- Goldene Verdienstmedaille des Roten Kreuzes[8]